# USS Satterlee (DD-190)
USS Satterlee (DD-190) là một tàu khu trục lớp Clemson được Hải quân Hoa Kỳ chế tạo vào cuối Chiến tranh Thế giới thứ nhất, trong Chiến tranh Thế giới thứ Hai được chuyển cho Hải quân Hoàng gia Anh Quốc như là chiếc HMS Belmont cho đến khi bị tàu ngầm U-boat U-82 đánh chìm vào năm 1942. Nó là chiếc tàu chiến đầu tiên của Hải quân Hoa Kỳ được đặt tên theo Đại tá Hải quân Charles Satterlee (1875-1918) thuộc lực lượng Tuần duyên Hoa Kỳ.

## Thiết kế và chế tạo
Satterlee được đặt lườn vào ngày 10 tháng 7 năm 1918 tại xưởng tàu của hãng Newport News Shipbuilding & Dry Dock Company ở Newport News, Virginia. Nó được hạ thủy vào ngày 21 tháng 12 năm 1918, được đỡ đầu bởi cô Rebecca E. Satterlee, cháu gái Đại tá Satterlee; và được đưa ra hoạt động vào ngày 23 tháng 12 năm 1919 dưới quyền chỉ huy của Hạm trưởng, Trung tá Hải quân Reed M. Fawell.

## Lịch sử hoạt động

### USSSatterlee
Satterlee gia nhập chi hạm đội khu trục của nó tại Manzanillo, Cuba vào ngày 27 tháng 1 năm 1920 và tiến hành hoạt động huấn luyện tại vùng biển Caribe cho đến ngày 26 tháng 4. Sau một đợt sửa chữa, nó gia nhập trở lại chi hạm đội tại Newport, Rhode Island vào ngày 11 tháng 6. Nó đã có mặt trong cuộc đua thuyền buồm America's Cup ngoài khơi New York từ ngày 9 đến ngày 26 tháng 7, rồi viếng thăm Miami từ ngày 2 đến ngày 28 tháng 8 trước khi quay lại hoạt động huấn luyện ngoài khơi Newport. Con tàu gia nhập Hạm đội Đại Tây Dương tại vịnh Guantánamo, Cuba vào ngày 10 tháng 1 năm 1921 để tham gia cuộc cơ động hạm đội cho đến ngày 24 tháng 4. Nó tiếp tục các hoạt động huấn luyện thường lệ dọc theo bờ biển Đại Tây Dương cho đến khi được cho xuất biên chế vào ngày 11 tháng 7 năm 1922 và được đưa về lực lượng dự bị tại Philadelphia, Pennsylvania.
Khi Chiến tranh Thế giới thứ hai nổ ra tại cả Châu Âu lẫn Viễn Đông, Satterlee được cho nhập biên chế trở lại tại Philadelphia vào ngày 18 tháng 12 năm 1939 dưới quyền chỉ huy của Thiếu tá Hải quân H. R. Demarest, và được phân công nhiệm vụ Tuần tra Trung lập. Nó đi đến vùng biển Caribe ngày 2 tháng 2 năm 1940 để hoạt động tuần tra và huấn luyện. Con tàu rời vùng Caribe ngày 15 tháng 4 để trải qua đợt đại tu tại Norfolk, Virginia từ ngày 19 tháng 4 đến ngày 5 tháng 7, rồi hoạt động dọc theo vùng bờ Đông Hoa Kỳ cho đến khi được cho xuất biên chế vào ngày 8 tháng 10. Chiếc tàu khu trục được chuyển cho Anh Quốc cùng ngày hôm đó và nhập biên chế cùng Hải quân Hoàng gia Anh như là chiếc HMS Belmont, một trong số 50 tàu khu trục cũ trao đổi lấy quyền thuê lại các căn cứ chiến lược tại các thuộc địa của Anh ở Tây Bán Cầu, theo Thỏa thuận đổi tàu khu trục lấy căn cứ.

### HMSBelmont
HMS Belmont đi đến Belfast, Bắc Ireland vào ngày 24 tháng 10 năm 1940, và gia nhập Đội hộ tống 3 trực thuộc Bộ chỉ huy Tiếp cận phía Tây để thi hành nhiệm vụ hộ tống cho các đoàn tàu vận tải vượt Đại Tây Dương. Nó bị hư hại do va chạm và phải được sửa chữa từ tháng 3 đến tháng 7 năm 1941. Vào ngày 31 tháng 1 năm 1942, đang khi hộ tống Đoàn tàu NA.2 đưa nhân sự không quân Anh và Canada sang Anh Quốc, và dưới quyền chỉ huy của Trung tá Hải quân G. B. O. Harding, Belmont bị đánh trúng một quả ngư lôi phóng từ tàu ngầm U-boat Đức U-82 dưới quyền chỉ huy của Thiếu tá Rollmann, và bị đắm về phía Nam Newfoundland ở tọa độ 42°02′B 57°18′T / 42,033°B 57,3°T với tổn thất nhân mạng toàn bộ 138 thành viên thủy thủ đoàn.
Tên các thành viên thủy thủ đoàn tử trận được ghi tại Đài tưởng niệm Hải quân Portsmouth ở Southsea Common, Southsea, Hampshire, Anh Quốc.